# Cornetto (registro d'organo)

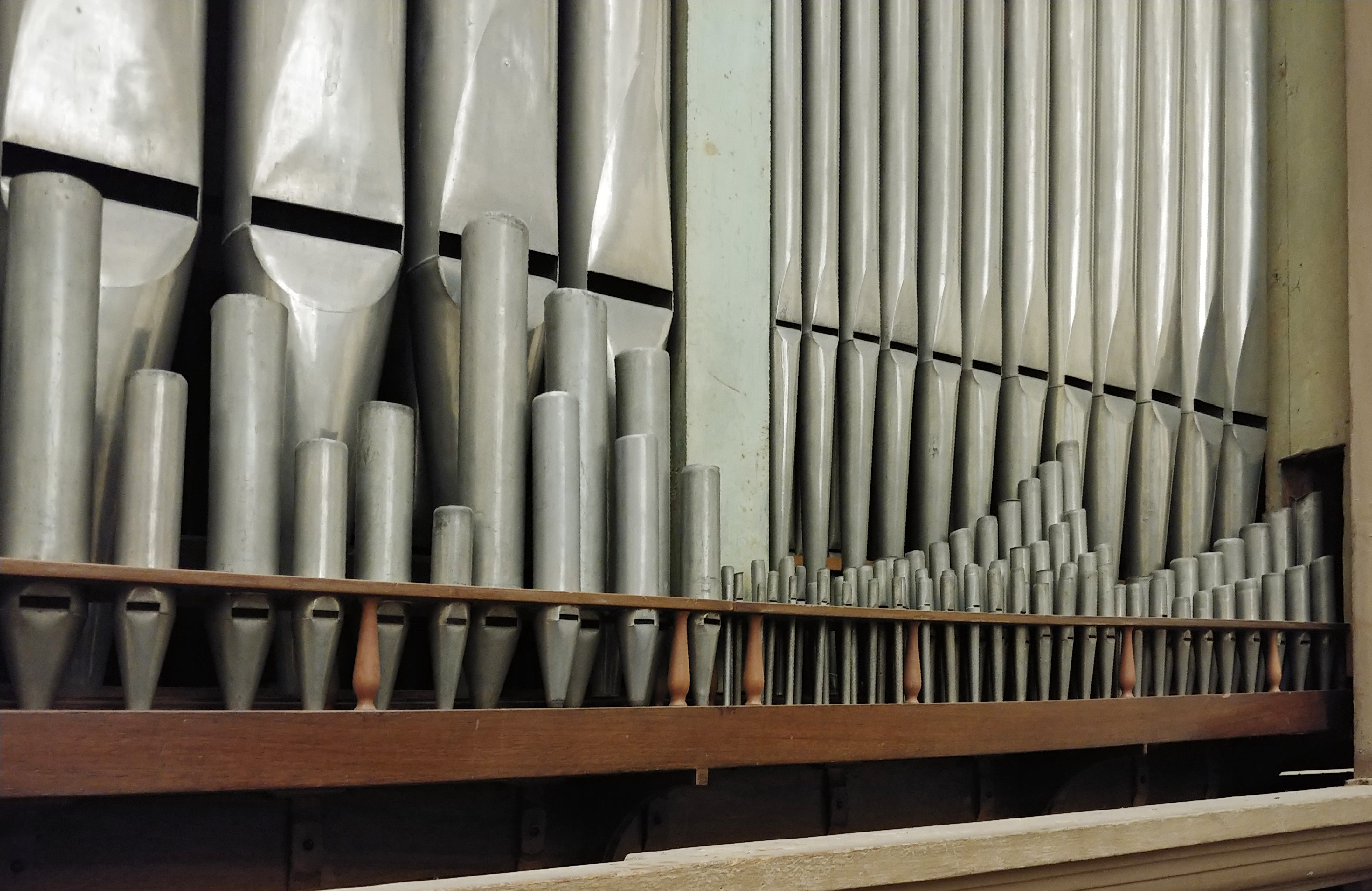
Le canne dei registri Cornetto 4 file 4' Soprani e Cornettone 3 file 2.2/3' Bassi dell'organo della cattedrale di Santa Maria Assunta a Montepulciano, posizionate davanti a quelle di facciata secondo l'uso di Filippo II Tronci.

Il cornetto è un particolare registro dell'organo.

## Struttura
Si tratta di un registro ad anima di mutazione composta, nato dalla scuola francese alla fine del XVI secolo, successivamente diffusosi in area fiamminga, e, dopo, anche in quella tedesca (specie al sud), inglese, italiana e spagnola.
La composizione di questo registro non è costante: si può trovare formato da una fino a undici file di canne. Nella sua forma più tipica il cornetto è composto da cinque file di canne di flauto, accordate rispettivamente all'unisono, all'ottava, alla duodecima, alla quintadecima e alla decimasettima (è proprio quest'ultima fila a enfatizzarne maggiormente il suono e il carattere). Talvolta viene omessa la fila in quintadecima, talvolta la fila in unisono; in questo caso è necessario completarlo aggiungendo un altro registro che funga da base, come, ad esempio, un principale o un bordone.
In Italia si riscontrano esempi di cornetto comprendenti solo le due o tre file più acute (rispettivamente la quintadecima e la decimasettima, ovvero la duodecima, la quintadecima e la decimasettima). Gli organari della famiglia Serassi e i loro allievi erano usi costruire il cornetto spezzato su due registri: il primo comprendente le file in ottava e in duodecima, il secondo con quelle in quintadecima e in decimasettima. 
Avendo il cornetto un carattere decisamente solistico, lo si incontra frequentemente solo nei soprani, cioè a partire dal terzo Do o Do# della tastiera; altre volte dal secondo Do, dal secondo Fa o dal secondo Sol. Solo di rado è completo. Talvolta è presente alla pedaliera. Oltre che per le parti solistiche, nell'arte organistica francese classica il cornetto era utilizzato unitamente alle ance forti (tromba, clarone, cromorno) nella combinazione denominata "Grand jeu". Dai tedeschi, invece, era utilizzato come voce solista di corale, o, talvolta, come rinforzo della mistura.
La base del registro può essere tanto da 16', con conseguente composizione completa 16', 8', 5' 1/3, 4', 3' 1/5, quanto, più frequentemente, da 8', con composizione completa 8', 4', 2' 2/3, 2', 1' 3/5.